# 원주 영원산성
영원산성(領願山城)은 대한민국 강원특별자치도 원주시 판부면에 있는 신라의 성곽이다. 2003년 6월 2일 대한민국의 사적 제447호로 지정되었다.

## 개요
영원산성은 원주의 치악산(해발 1,288m)에 위치한 돌로 쌓은 산성이다.
이 산성은 축조연대를 정확히 알 수 없으나 신라말 가장 큰 지방세력이었던 북원(北原)의 양길(梁吉)·궁예(弓裔)와 관련되어 있는 사적으로 인식되어 왔다. 또한 고려 충렬왕 17년(1291) 원충갑(元冲甲)이 지역의 방위군과 합단(哈丹)의 침략군을 통쾌히 무찌른 곳일 뿐만 아니라, 조선시대에는 임진왜란 때 목사 김제갑의 지휘 아래 원주 일대의 주민들이 끝까지 항전하다가 함락되어 수많은 장졸들이 목숨을 잃은 비극의 현장이기도 하다. 그 후 이 산성은 한강 상류의 요진(要鎭)으로 한동안 경영되다가 폐허가 되었다.
이 성의 전체적인 평면은 삼각형에 가까운 불규칙한 부정타원형으로, 성벽의 총 연장은 약 2.4km이며, 다듬지 않은 돌덩이를 차곡차곡 쌓아올린 모습이 비교적 많이 남아 있다. 동북 모서리에서 보다 높은 산봉우리를 이어서 꼬리처럼 된 용도(甬道)를 만들었는데, 이 곳은 다른 지역과의 연락에 유리한 곳일 뿐만 아니라, 남대령(南台嶺) 방면에서 능선을 타고 접근하는 적을 쉽사리 관찰하고 공격할 수 있는 곳이다. 한편 능선상에 성벽이 꺾어지는 곳은 능선을 타고 진입하는 적을 방어하기 위하여 곡성(曲城)을 마련하였는데, 동남쪽 성벽에 4곳, 북쪽 성벽에 4곳, 서쪽 성벽에 4곳이 있다.
옛 기록에 의하면 ‘영원성은 석축성으로 둘레 3,749척, 성내에 우물 1개, 샘이 5곳 있었으나, 지금은 폐하였다’고 한다. 지금 성안에는 남·북·서문터와 성안의 물이 배수되는 수구(水口)가 남아 있는데, 북문의 동쪽에는 치성(雉城)을 설치하여 방어력을 높이고 있다. 또한 성안에는 여러 곳에서 건물터가 확인되었으며, 세 곳에 숯가마가 남아 있다. 수습된 유물들은 고려·조선시대에 사용되었던 도자기와 기와류 등으로 그 종류와 수량은 많지 않다.
이 산성에서 가장 특징적인 것은 체성(體城)과 여장(女墻)이 확실히 구분되면서도 성의 외벽에서는 구분이 불가능하다는 점이며, 또한 여장에 사혈(射穴)이 없다는 점이다. 아울러 축성의 형식에 있어서도 우리나라 산성 축조방식에 있어서 가장 전형적인 산성의 완전한 모습을 보여 준다. 즉, 위치의 선정, 용도 시설의 활용, 여장의 완전한 잔존, 성문과 치성의 구조 등에서 고려시대 산성의 특징을 가장 잘 알 수 있다.
원주 영원산성은 학술적으로는 중세 산성의 특징(여장, 치성, 성문 등)을 잘 보여주는 산성이며, 역사적으로는 고려·조선시대를 걸쳐 전란시 치열한 격전이 벌어졌던 역사교육의 현장으로 귀중한 유적이다.

## 현지 안내문
산성이란 적의 침입에 대비해 전투에 유리한 산을 이용하여 쌓은 성을 말한다. 신라 문무왕 때 이 산성이 축조되었다고 하나, 명확한 근거가 있는 것은 아니다. 《삼국사기》에 궁예가 치악산 석남사를 근거로 하여 가까이 있는 고을 공격한 일이 있어 당시 궁예가 이 산성을 이용하였던 것이 아닌가 짐작된다.
1291년(충렬왕 17년) 원나라의 합단군이 침입하였을 때, 향공진사인 원충갑이 원주 백성들과 함께 이 산성으로 들어가 지키다가 적군을 크게 물리친 곳이다. 또 임진왜란 때에는 원주 목사 김제갑이 주민을 이끌고 들어가 끝까지 싸우다 전사한 곳으로, 임진왜란 당시 치열한 격전지 가운데 하나로 꼽힌다.
산성의 성벽은 동쪽과 서북쪽 일부 구간에 잘 남아 있으나 대체로 붕괴된 상태이며, 전체 둘레는 약 2.4km정도이다. 옛 기록에 의하면 성안에는 우물 한 군데와 샘 다섯 군데가 있다고 하였는데, 지금도 샘터가 남아 있다. 성안에는 건물터, 성문터 등이 남아 있다.

## 참고 자료
- 원주 영원산성 - 국가유산청 국가유산포털